# B68 Toftir
A B68 Toftir egy feröeri labdarúgóklub. A Feröeri labdarúgó-bajnokság első osztályában játszik. Miután 1980-ban feljutottak, háromszor is megnyerték a bajnokságot. 2004-ben kiestek, majd egyből feljutottak. 2006-ban ismét kiestek, de 2007-ben megnyerték az 1. deildet, így újra az első osztályban játszanak.

## Keret
2008. április 1-jei állapot.
| # |          | Poszt | Név                       |
| - | -------- | ----- | ------------------------- |
| 1 | Szerb    | K     | Vlada Filipović           |
| 2 | Brazil   | V     | Alex Troleis              |
| 3 | Szenegál | V     | Landing                   |
| - | Feröeri  | V     | Arnbjørn Danielsen        |
| - | Szenegál | KP    | Ndende                    |
| 7 | Feröeri  | KP    | André Olsen               |
| 8 | Feröeri  | KP    | Kristian Anthon Andreasen |
| 9 | Dán      | CS    | Jacob Bymar               |

| #  |          | Poszt | Név                           |
| -- | -------- | ----- | ----------------------------- |
| 10 | Feröeri  | KP    | Jann Ingi Petersen            |
| 11 | Feröeri  | V     | Jóhan Petur Poulsen (injured) |
| 14 | Feröeri  | CS    | Jóhan Símun Edmundsson        |
| 15 | Feröeri  | V     | Niklas Poulsen                |
| 17 | Holland  | V     | Ralph van Dooren              |
| -- | Szenegál | CS    | Keita                         |
| 20 | Feröeri  | KP    | Jóhan Dávur Højgaard          |
| 21 | Szenegál | KP    | Badara                        |

## Eredmények
- Feröeri bajnok (3):

1984, 1985, 1992.

### Külső hivatkozások
- Hivatalos honlap Archiválva 2007. április 6-i dátummal a Wayback Machine-ben (feröeri)
- Profil, Feröeri Labdarúgó-szövetség (feröeri)